# ワタベウェディング
ワタベウェディング株式会社は、京都府京都市上京区に本社を置く海外挙式サービス事業などを行う企業。興和の100%子会社。

## 概要
海外のリゾート地で行う結婚式をプロデュースする草分け的存在の企業であったが、2020年の新型コロナウイルス感染症の拡大により海外渡航が制限され、結婚式自体も自粛する傾向が強まる中で業績が急速に悪化。2021年には興和の完全子会社（経緯は後述）となり再出発している。

## 沿革
- 1953年（昭和28年）7月 - 京都市上京区大宮通一条上るにて「ワタベ衣裳店」を創業。
- 1964年（昭和39年）10月 - 有限会社ワタベ衣裳店設立。
- 1971年（昭和46年）4月 - 株式会社に改組。
- 1996年（平成8年）8月 - ワタベウェディング株式会社に社名変更。
- 1997年（平成9年）10月 - 大阪証券取引所2部、京都証券取引所に上場。
- 2000年（平成12年）11月 - 東京証券取引所2部に上場。
- 2004年（平成16年）3月 - 東京・大阪両証券取引所1部へ指定替え。株式会社目黒雅叙園を子会社化。
- 2008年（平成20年）8月 - 子会社としてメルパルク株式会社を設立。日本郵政傘下の財団法人ゆうちょ財団よりメルパルク事業を譲受し、11か所のメルパルク施設の運営を開始。
- 2015年（平成27年）7月 - 株式会社千趣会の持分法適用関連会社となる。
- 2017年（平成29年）6月 - 米国ハワイ州の映像制作会社「プロペラ ユーエスエーINC」の株式を100％取得し子会社化。
- 2018年（平成30年）
  - 1月 - 東京都千代田区にハワイラバーズ株式会社を設立。
  - 4月 - 東京都千代田区の旅行会社・株式会社コンパクトシークの株式を51％取得し、子会社化。
  - 11月 - ベトナム社会主義共和国ダナン市にワタナベワールドワイドベトナムCo.,LTD.を設立。
- 2019年（平成31年）4月 - 大韓民国ソウル市にワタナベ・コリアCo.,LTD.を設立。
- 2021年（令和3年）
  - 3月19日 - 裁判外紛争解決手続（事業再生ADR）を申請し、興和の完全子会社となることを発表[4][5]。
  - 5月27日 - 事業再生ADRが成立[6]。
  - 5月31日 - 興和に対して第三者割当増資を実施し、興和の連結子会社となる[6]。
  - 6月28日 - 東京証券取引所1部上場廃止[6]。
  - 6月30日 - 株式併合により、興和の完全子会社となる[6]。

## 主な関連会社
- 株式会社目黒雅叙園
- メルパルク株式会社 - 11施設の事業を譲り受けた。
- 沖縄ワタベウェディング株式会社
- ワタベ・グアムINC.
- プロペラ ユーエスエーINC
- ハワイラバーズ株式会社
- 株式会社コンパクトシーク
- ワタナベワールドワイドベトナムCo.,LTD.
- ワタナベ・コリアCo.,LTD.

## 不祥事
- 2019年7月9日に放送された日本テレビの番組「スッキリ」で、ある20代夫婦の結婚式でのトラブルが採り上げられた。番組内では結婚式会社（会場）の名前は出なかったが、同社子会社が運営する「ホテル メルパルク仙台」で間違いないとネットで話題になった。
- トラブル内容は「1日1組と言われていたのに挙式当日は別の組とのダブルブッキングだった」、「旧姓で呼んだり、電報を読んだりはしないで欲しいと頼んでいたのに司会者からアナウンスされた」、「出席者の引き出物に原価が書かれた発注表が同封されていた」などであった。
- 本件に関し、メルパルクは同年7月8日に公式サイトで「一部のインターネットの書き込みにより、弊社の婚礼サービスをご利用された皆様やご親族の皆様、また、今後ご利用される予定の皆様を含め多くの方々に、ご心配・ご心労をおかけしておりますことをお詫び申し上げます」と謝罪文を掲載した。
- のちに2019年11月には、夫婦の友人（ツイートした本人）が、自ら・夫婦と揉めている事と真実でない事を打ち明け、謝罪文をツイートしている。

参考資料
https://girlshour.net/mielparq-marriage-truth-30491/

## テレビ番組
- 日経スペシャル ガイアの夜明け 華麗なるブライダル戦争～二極化時代の“幸せの選択”～（2006年8月1日、テレビ東京）[7] - リゾートウエディングを取材。